# Stachys annua
La stregona annuale (nome scientifico Stachys annua (L.) L., 1763) è una piccola pianta erbacea dai fiori labiati appartenente alla famiglia delle Lamiaceae.

## Etimologia
Il nome generico (stachys) deriva dal greco e significa "simile alla spiga di grano". L'epiteto specifico (annua) fa riferimento al ciclo biologico (annuale) della pianta.
Il nome scientifico della specie è stato definito da Linneo (1707 – 1778), conosciuto anche come Carl von Linné, biologo e scrittore svedese considerato il padre della moderna classificazione scientifica degli organismi viventi, nella pubblicazione "Species Plantarum, Edition 2 - 2: 813" del 1763.

## Descrizione

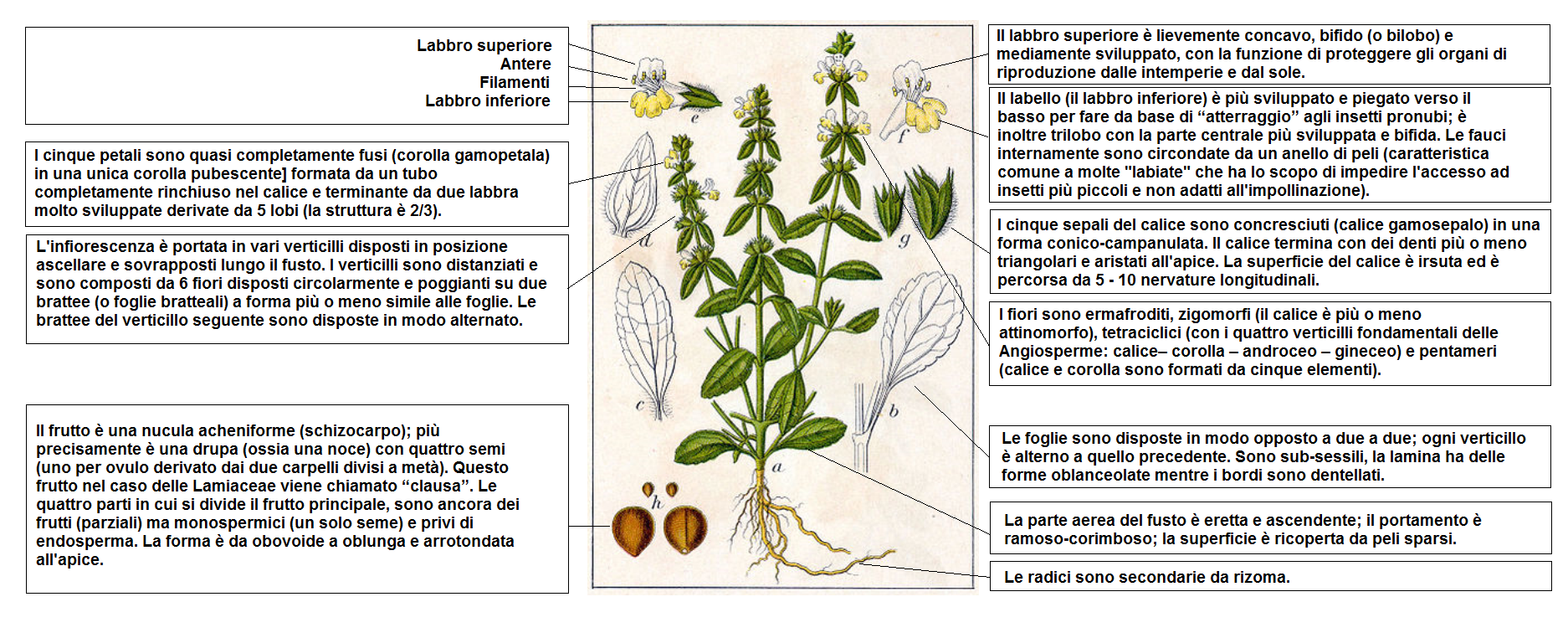
Descrizione delle parti della pianta

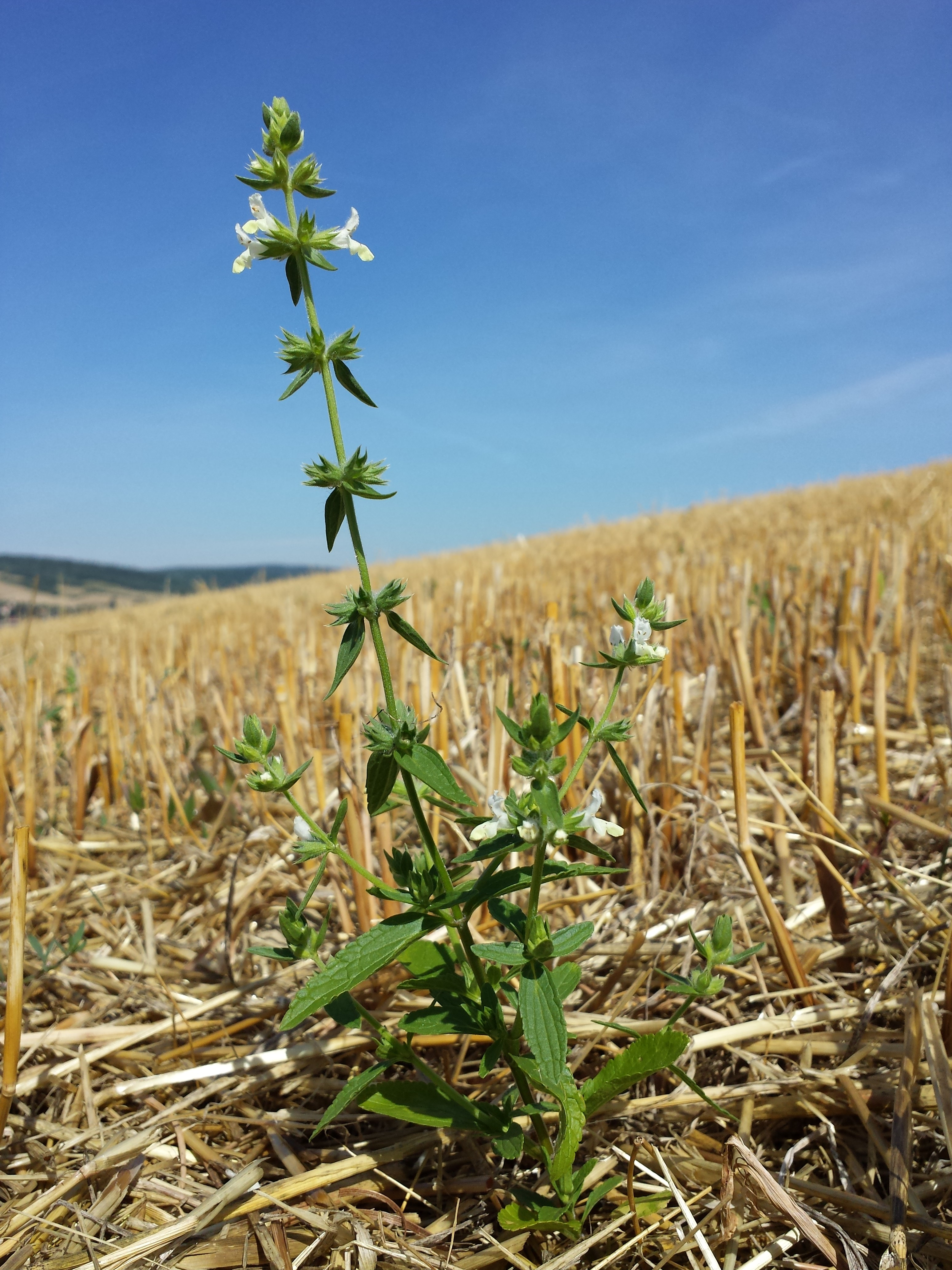
Il portamento

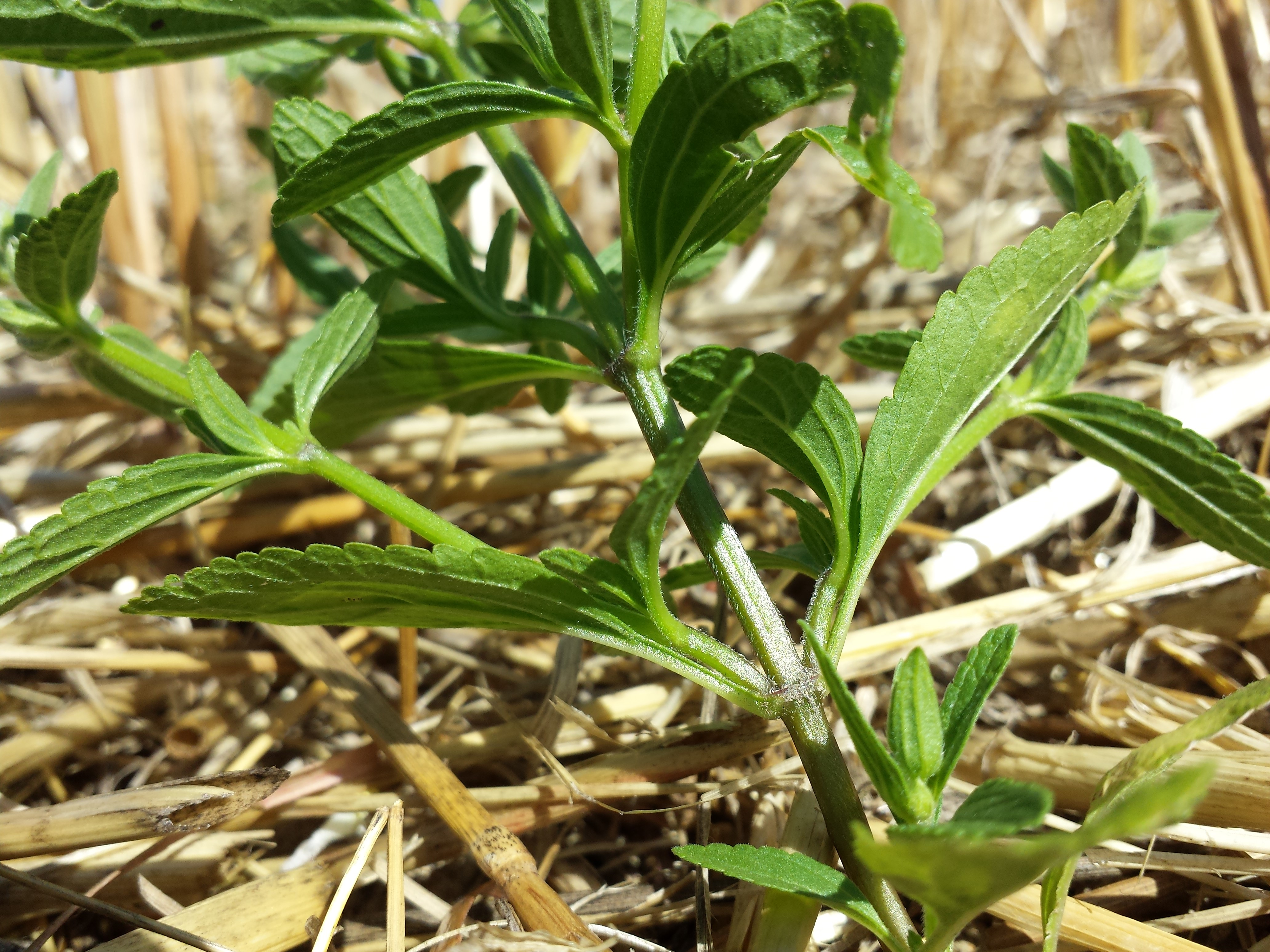
Le foglie

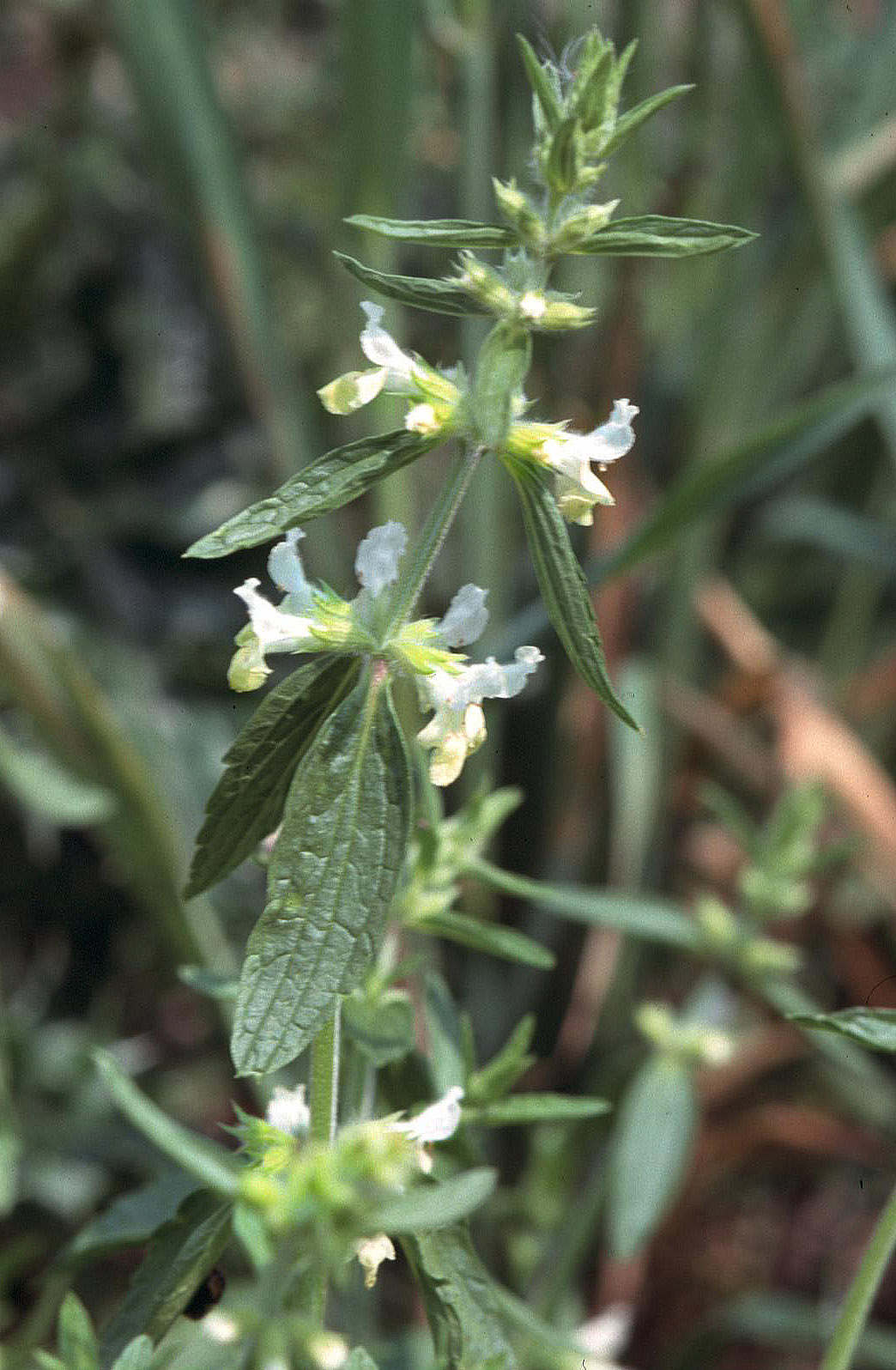
Infiorescenza

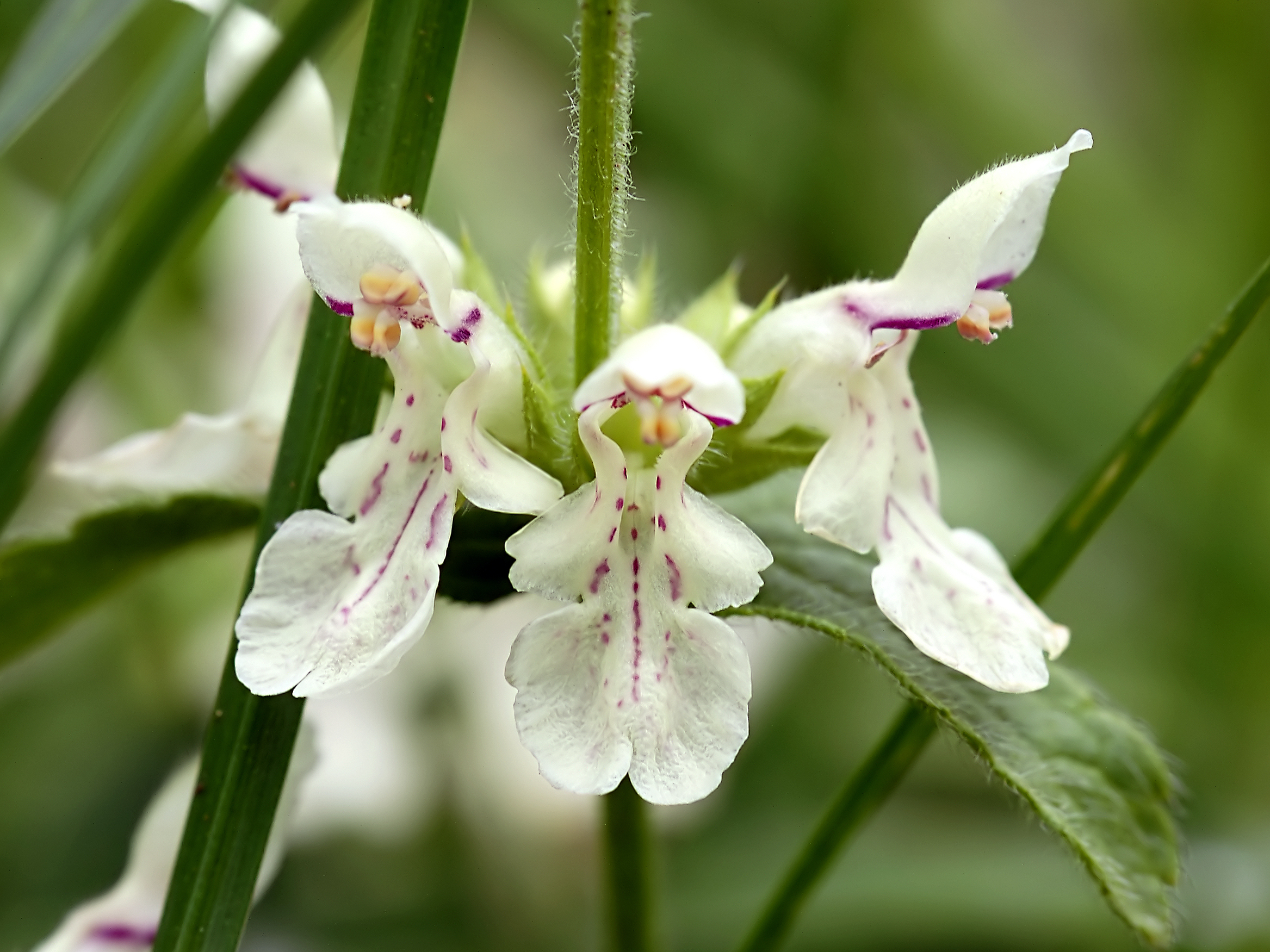
I fiori

Queste piante arrivano ad una altezza di 10 – 35 cm. La forma biologica è terofita scaposa (T scap), ossia in generale sono piante erbacee che differiscono dalle altre forme biologiche poiché, essendo annuali, superano la stagione avversa sotto forma di seme e sono munite di asse fiorale eretto e spesso privo di foglie.

### Radici
Le radici sono secondarie da rizoma.

### Fusto
La parte aerea del fusto è eretta e ascendente; il portamento è ramoso-corimboso; la superficie è ricoperta da peli sparsi lunghi 0,2 - 0,4 mm.

### Foglie
Le foglie sono disposte in modo opposto a due a due; ogni verticillo è alterno a quello precedente. Sono sub-sessili, la lamina ha delle forme oblanceolate mentre i bordi sono dentellati. Dimensione delle foglie: larghezza 5 – 7 mm (massimo 15 mm); lunghezza 18 – 30 mm (massimo 50 mm).

### Infiorescenza
L'infiorescenza è portata in vari verticilli disposti in posizione ascellare e sovrapposti lungo il fusto. I verticilli sono distanziati e sono composti da 6 fiori disposti circolarmente e poggianti su due brattee (o foglie bratteali) a forma più o meno simile alle foglie. Le brattee del verticillo seguente sono disposte in modo alternato. Le bratteole sono assenti.

### Fiore
I fiori sono ermafroditi, zigomorfi (il calice è più o meno attinomorfo), tetraciclici (con i quattro verticilli fondamentali delle Angiosperme: calice– corolla – androceo – gineceo) e pentameri (calice e corolla sono formati da cinque elementi). Lunghezza del fiore: 10 – 16 mm.
- Formula fiorale. Per questa specie la formula fiorale della famiglia è la seguente:

X, K (5), [C (2+3), A 2+2], G (2), supero, drupa, 4 nucole
- Calice: i cinque sepali del calice sono concresciuti (calice gamosepalo) in una forma conico-campanulata. Il calice termina con dei denti più o meno triangolari e aristati all'apice. La superficie del calice è irsuta ed è percorsa da 5 - 10 nervature longitudinali. Lunghezza del tubo: 3 – 4 mm.
- Corolla: i cinque petali sono quasi completamente fusi (corolla gamopetala) in un'unica corolla pubescente formata da un tubo completamente rinchiuso nel calice e terminante da due labbra molto sviluppate derivate da 5 lobi (la struttura è 2/3). Il labbro superiore è lievemente concavo, bifido (o bilobo) e mediamente sviluppato, con la funzione di proteggere gli organi di riproduzione dalle intemperie e dal sole. Il labello (il labbro inferiore) è più sviluppato e piegato verso il basso per fare da base di “atterraggio” agli insetti pronubi; è inoltre trilobo con la parte centrale più sviluppata e bifida. Le fauci internamente sono circondate da un anello di peli (caratteristica comune a molte "labiate" che ha lo scopo di impedire l'accesso ad insetti più piccoli e non adatti all'impollinazione). La corolla è giallo-pallida. Lunghezza della corolla: 9 – 12 mm.
- Androceo: l'androceo possiede quattro stami didinami e parzialmente inclusi nella corolla e posizionati sotto il labbro superiore. I filamenti sono adnati alla corolla. Le antere sono biloculari. Le teche sono più o meno distinte e divaricate (raramente sono parallele); la deiscenza è logitudinale. Gli stami dopo la fecondazione divergono e si attorcigliano. I granuli pollinici sono del tipo tricolpato o esacolpato. Il nettario è ricco di sostanze zuccherine.
- Gineceo: l'ovario, profondamente quadri-lobato, è supero formato da due carpelli saldati (ovario bicarpellare) ed è 4-loculare per la presenza di falsi setti. La placentazione è assile. L'ovario è arrotondato all'apice. Gli ovuli sono 4 (uno per ogni presunto loculo), hanno un tegumento e sono tenuinucellati (con la nocella, stadio primordiale dell'ovulo, ridotta a poche cellule).[13] Lo stilo inserito alla base dell'ovario (stilo ginobasico) è del tipo filiforme ed è incluso nella corolla. Lo stigma è bifido con due lacinie uguali.
- Fioritura: da maggio ad agosto (ottobre).

### Frutti
Il frutto è una nucula acheniforme (schizocarpo); più precisamente è una drupa (ossia una noce) con quattro semi (uno per ovulo derivato dai due carpelli divisi a metà). Questo frutto nel caso delle Lamiaceae viene chiamato “clausa”. Le quattro parti in cui si divide il frutto principale, sono ancora dei frutti (parziali) ma monospermici (un solo seme) e privi di endosperma. La forma è da obovoide a oblunga arrotondata all'apice.

## Riproduzione
- Impollinazione: l'impollinazione avviene tramite insetti (impollinazione entomogama): ditteri, imenotteri e più raramente lepidotteri.[14][15]
- Riproduzione: la fecondazione avviene fondamentalmente tramite l'impollinazione dei fiori (vedi sopra).
- Dispersione: i semi cadendo a terra (dopo essere stati trasportati per alcuni metri dal vento – disseminazione anemocora) sono successivamente dispersi soprattutto da insetti tipo formiche (disseminazione mirmecoria).[16] Per questo scopo i semi hanno una appendice oleosa (elaisomi, sostanze ricche di grassi, proteine e zuccheri) che attrae le formiche durante i loro spostamenti alla ricerca di cibo.[17]

## Distribuzione e habitat

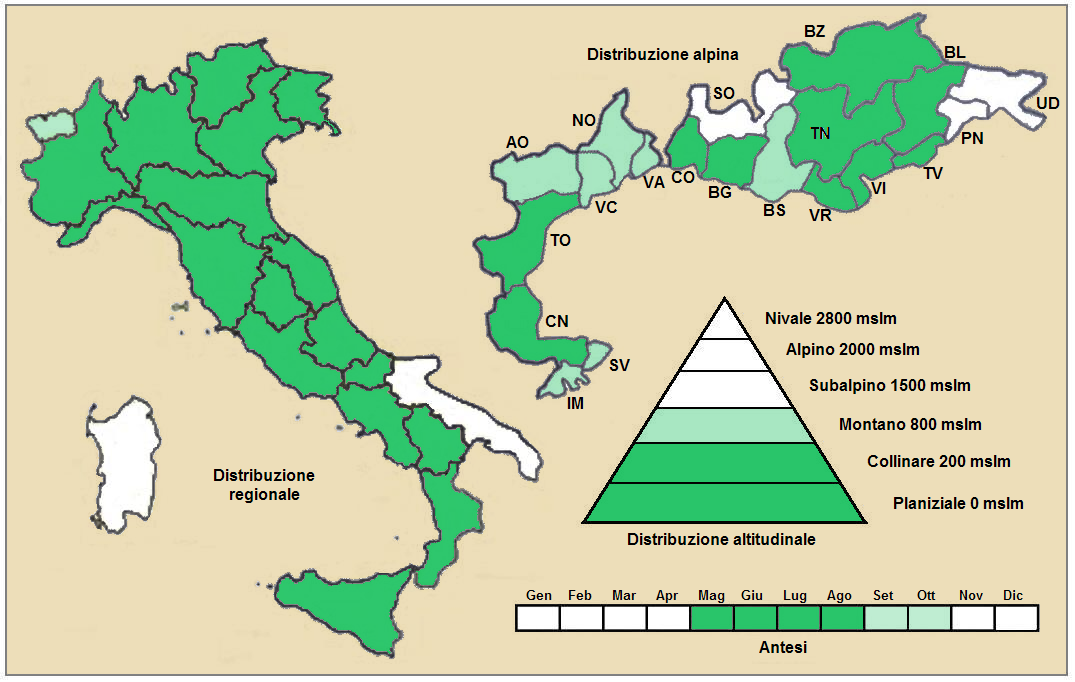
Distribuzione della pianta
(Distribuzione regionale – Distribuzione alpina)

- Geoelemento: il tipo corologico (area di origine) è Euri-Mediterraneo (Archeofita).
- Distribuzione: in Italia è una specie rara e si trova distribuita da nord a sud soprattutto lungo il versante tirrenico fino alla Sicilia. Nelle Alpi ha una distribuzione discontinua. Nel versante settentrionale (sempre delle Alpi) si trova in Francia (tutti i dipartimenti alpini), in Svizzera (cantoni Vallese, Ticino e Grigioni), in Austria (Länder della Carinzia, Stiria e Austria Inferiore) e Slovenia. Sugli altri rilievi europei collegati alle Alpi si trova nella Foresta Nera, Vosgi, Massiccio del Giura, Massiccio Centrale, Pirenei, Monti Balcani e Carpazi.[19] Nel resto dell'Europa è ovunque presente. Si trova anche in Transcaucasia, Anatolia e nell'Asia mediterranea.[20]
- Habitat: l'habitat tipico per questa pianta sono i campi, gli orti e le vigne. Il substrato preferito è calcareo ma anche calcareo/siliceo con pH basico, bassi valori nutrizionali del terreno che deve essere secco.[19]
- Distribuzione altitudinale: sui rilievi queste piante si possono trovare fino a 800 m s.l.m.; frequentano quindi i seguenti piani vegetazionali: collinare e in parte quello montano (oltre a quello planiziale – a livello del mare).

### Fitosociologia

#### Areale alpino
Dal punto di vista fitosociologico alpino Stachys annua appartiene alla seguente comunità vegetale:
- Formazione: delle comunità terofite pioniere nitrofile.

- Classe: Stellarietea mediae

- Ordine: Papaveretalia rhoeadis

- Alleanza: Caucalidion lappulae

#### Areale italiano
Per l'areale completo italiano Stachys annua appartiene alla seguente comunità vegetale:
- Macrotipologia: vegetazione erbacea sinantropica, ruderale e megaforbieti.

- Classe: Stellarietea mediae

- Subclasse: Stellarienea mediae

- Ordine: Centaureetalia cyani

- Alleanza: Caucalidion platycarpi

Descrizione: l'alleanza Caucalidion platycarpi include comunità infestanti annuali, terofitiche spesso ricche in specie, che crescono nei campi di cereali o nei vigneti e che si sviluppa su terreni di natura limoso-argillosa, in corrispondenza di clima temperato e supramediterraneo. La composizione floristica dell'alleanza cambia sensibilmente durante le stagioni e quindi diverse associazioni sono riconosciute per le comunità primaverili ed estive negli stessi siti. È distribuita in Europa centrale e meridionale; inoltre è stata segnalata in Italia settentrionale e centro-meridionale.

## Tassonomia
La famiglia di appartenenza della specie (Lamiaceae), molto numerosa con circa 250 generi e quasi 7000 specie, ha il principale centro di differenziazione nel bacino del Mediterraneo e sono piante per lo più xerofile (in Brasile sono presenti anche specie arboree). Per la presenza di sostanze aromatiche, molte specie di questa famiglia sono usate in cucina come condimento, in profumeria, liquoreria e farmacia. Il genere Stachys comprende più di 300 specie con una distribuzione cosmopolita (ad eccezione dell'Australia e Nuova Zelanda), due dozzine delle quali vivono spontaneamente in Italia. Nell'ambito della famiglia il genere Stachys è descritto all'interno della tribù Stachydeae Dumort., 1827  (sottofamiglia Lamioideae Harley, 2003). Nelle classificazioni meno recenti la famiglia Lamiaceae viene chiamata Labiatae.
Per questa specie il basionimo è: Betonica annua L., 1753
Il numero cromosomico di S. annua è: 2n = 34.

### Sottospecie
Per questa specie sono riconosciute come valide le seguenti sottospecie:
- Stachys annua subsp. ammophila (Boiss. & Blanche) Sam., 1960 - Distribuzione: Anatolia e Asia mediterranea
- Stachys annua subsp. cilicica (Boiss.) R.Bhattacharjee, 1974 - Distribuzione: Anatolia
- Stachys annua var. lycaonica R. Bhattacharjee, 1974 - Distribuzione: Anatolia

### Sinonimi
Questa entità ha avuto nel tempo diverse nomenclature. L'elenco seguente indica alcuni tra i sinonimi più frequenti:
- Betonica annua L.
- Betonica annua var. glabra  L.
- Betonica annua var. hirsuta  L.
- Olisia annua  (L.) Fourr.
- Olisia delphinensis  Fourr.
- Prasium stachydium  E.H.L.Krause
- Sideritis trinervia  Gilib.
- Stachys adenocalyx  K.Koch
- Stachys annua var. maxima  K.Koch
- Stachys pubescens Ten.
- Stachys betonica  Crantz
- Stachys micrantha  K.Koch
- Stachys neglecta  Klok. ex Kossko
- Stachys nervosa  Gaterau
- Stachys annua var. ammophila Boiss. & Blanche
- Stachys cilicica Boiss.

## Altre notizie
La stregona annuale in altre lingue è chiamata nei seguenti modi:
- (DE)  Einjähriger Ziest
- (FR)  Épiaire annuelle
- (EN)  Annual Yellow-woundwort